# Phyllosticta rhamni
Phyllosticta rhamni är en svampart som beskrevs av Westend. 1857. Phyllosticta rhamni ingår i släktet Phyllosticta och familjen Botryosphaeriaceae.   Inga underarter finns listade i Catalogue of Life.